# 卡爾皮納河
53°37′39″N 14°33′16″E / 53.6275°N 14.5544°E

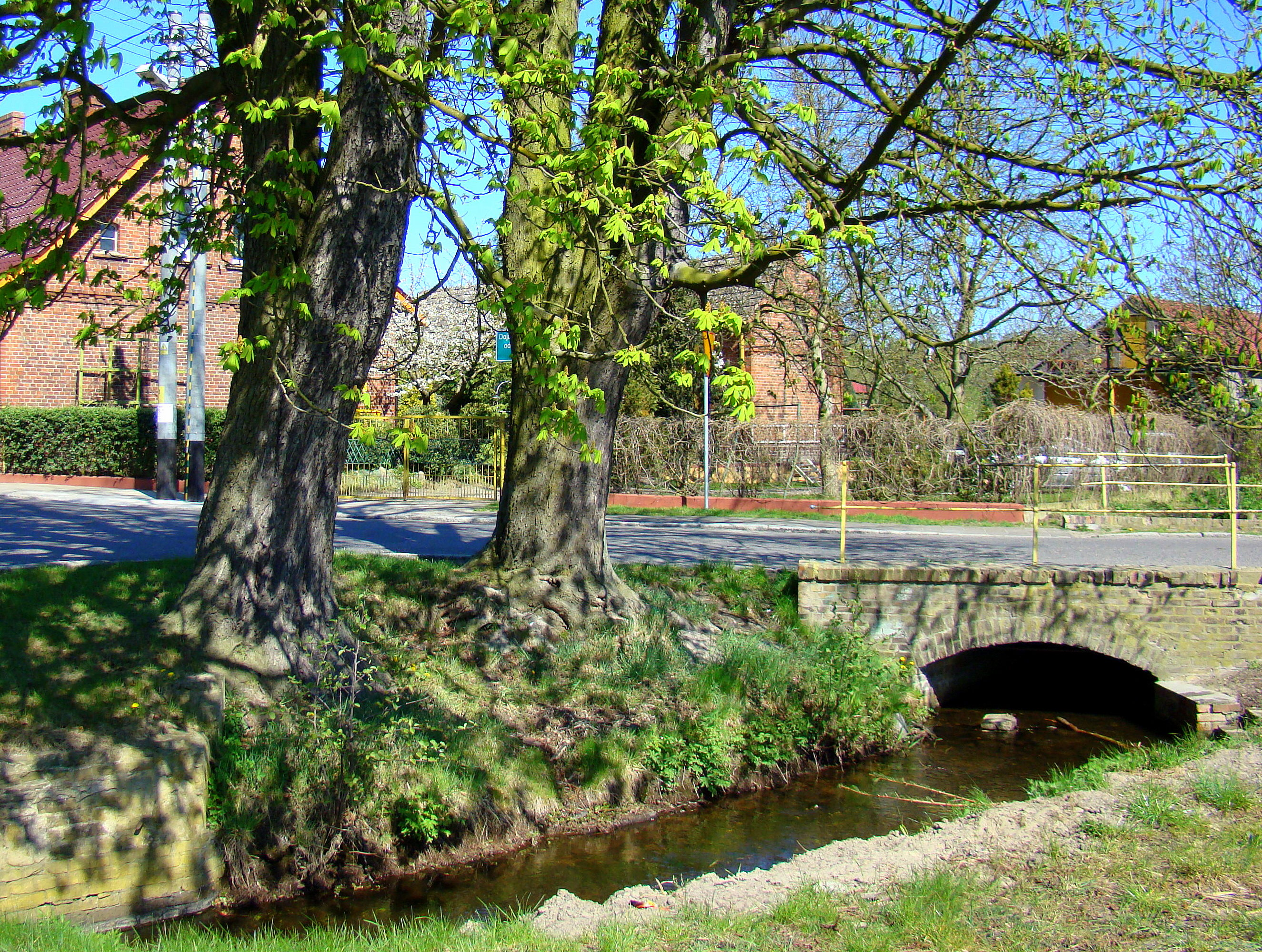

卡爾皮納河是波蘭的河流，位於該國西北部，處於西波美拉尼亞省，河道全長11公里，流域面積40平方公里，最終注入什切青潟湖。